# Sabine Gruber
Sabine Gruber (6 de agosto de 1963 (61 años) Merano, Italia) es una novelista, poeta y editora en idioma alemán. Su obra es multifacética: novela, cuento, teatro, ensayo, obra para radio. 

## Obra poética
- Fang oder Schweigen (2002)
- Zu Ende gebaut ist nie (2014)

## Premios
- Premio de Cuentos de la RAI (1984)
- Premio Reinhard-Priessnitz (1998)
- Premio Anton-Wildgans (2007)
- Premio del Libro de la Asociación de Empleados y Trabajadores de Alta Austria (2008)

## Becas
- Heinrich-Heine-Stipendium (2002)
- Elias-Canetti-Stipendium (2004-2005)
- Robert-Musil-Stipendium (2009-2011)